# Street Fighter II': Champion Edition
Street Fighter II': Champion Edition est un jeu de combat en un-contre-un développé et édité par Capcom sur le système d'arcade CP System, et publié en mars 1992. C'est la première amélioration du jeu Street Fighter II, depuis la mouture originale sous-titrée The World Warrior, sortie un an auparavant. Il a été adapté sur de nombreuses plates-formes de jeu,, parmi lesquelles la Sega Mega Drive.

## Description
Première mise à jour officielle de la série Street Fighter II, le jeu porte le titre de Street Fighter II': Champion Edition, il paraît d'abord sur borne d'arcade au Japon le 17 avril 1992. Le jeu est converti sur PC-Engine, version exclusive au Japon sortie le 12 juin 1993. Street Fighter II': Champion Edition est ensuite édité sur Mega Drive, au Japon le 28 septembre 1993 puis en France le 15 octobre 1993,. Capcom édite exclusivement au Japon une version de Street Fighter II' sur Sharp X68000 le 26 novembre 1993
Le jeu inclut les quatre boss du jeu d'origine comme personnage jouable pour un total de douze combattants sélectionnables,. Parmi les autres nouveautés, deux personnages identiques peuvent se combattre grâce à une nouvelle palette de couleurs par personnage ainsi que la présence d'un mode permettant de régler la vitesse de jeu,. Mais la troisième importante nouveauté réside dans les multiples améliorations tactiques et stratégiques portées aux attaques des personnages de départ, les fameux World Warriors : 
- Ryu et Ken (jusqu'alors identiques dans Street Fighter I et The World Warrior, la première mouture du jeu Street Fighter II), se voient désormais chacun différenciés l'un-l'autre : la Hadouken (boule de feu) de Ryu est plus puissante et se produit plus rapidement que celle de Ken, tandis que le Shoryuken (Dragon Punch) de celui-ci porte désormais plus loin que celui du Japonais. Le Tatsumaki-Sempu-Kyaku (Hurricane Kick) de Ken est plus rapide et moins efficace tandis que celui de Ryu reste le même. Ceci ajoute une dimension stratégique au choix du personnage entre Ryu et Ken, qui était auparavant purement esthétique.
- Edmond Honda peut désormais se déplacer en avant ou en arrière lorsqu'il exécute le Hundred Hand Slap, ce qui lui permet d'aller chercher son adversaire ou au contraire de le coincer dans un coin.
- Chun-Li se voit offrir une nouvelle attaque, le Hienshu (coup de genou sur salto), au cours duquel elle exécute un salto au-dessus de son adversaire, avant de lui loger un coup de genou à l'arrière du crâne lors de son retour au sol. L'avantage stratégique de cette attaque est qu'elle ne peut être bloquée, car celle-ci porte après que Chun-Li se soit placée derrière son adversaire, rendant toute garde adverse inefficace. L'unique moyen d'éviter le Hienshu est donc de fuir le lieu d’atterrissage de la jeune chinoise.
- Jimmy Blanka voit son Electric Thunder amélioré : celui-ci est bien plus facile à produire que dans la mouture originale.
- Zangief se découvre la possibilité de délivrer des coups de boule à ses adversaires en plein vol.
- William Guile dispose désormais d'une nouvelle attaque, le Knee Bazooka (genou lance-roquettes), qui est d'une importance cruciale pour ses joueurs : il peut être utilisé pour attaquer l'adversaire (ou pour l'en dissuader) tout en chargeant le Sonic Boom.
- Dhalsim se voit offrir trois Drill Attacks (attaques perceuse) diagonaux, à angles divers, qui lui permettent de viser précisément son adversaire et donc de saper ses défenses.

## Système de jeu
Le système de 1 contre 1 des deux jeux Street Fighter précédents est maintenu. 
Comme dans le jeu original, le joueur, une fois ses crédits obtenus, peut lancer la partie et choisit son personnage parmi les 12 disponibles (les 4 boss de fin du jeu original sont désormais jouables dès le départ), puis découvre son premier adversaire. Au joueur de faire usage des techniques de combat et des coups spéciaux (spécifiques à chaque personnage sauf pour Ryu/Ken, ou les différences sont mineures) pour mettre son adversaire K.O. (en vidant sa "jauge" de vitalité) par deux fois avant que ce dernier n'y parvienne sur lui.
Le premier des deux combattants qui y parvient remporte le combat. Si c'est le joueur qui l'emporte, il continue la partie et affronte l'adversaire suivant. Mais si c'est l'adversaire qui emporte le combat, alors le joueur perd un crédit et doit en remettre un crédit dans les 10 secondes, sans quoi sa partie est terminée (Game Over).
Le joueur doit affronter une fois chacun des 8 personnages du jeu de départ, dont son clone (dans la tenue spéciale crée pour l'occasion), puis vaincre les 4 boss de fin (toujours dans le même ordre que le jeu original) pour terminer le jeu. Ce qui donne 12 combats à remporter par partie. La difficulté de ceux-ci va croissant  : le premier combat est facile, voire imperdable afin d'accrocher le joueur, tandis que le troisième ou quatrième combat (dans la plupart des cas Ryu ou Zangief) est particulièrement corsé pour "étriller" les joueurs (dans le but d'accélérer le relais d'un joueur à un autre et donc, le rythme d'insertion de nouveaux crédits dans la machine) et augmenter le rendement de la machine, tandis que les quatre boss sont très difficiles à vaincre, particulièrement Vega et Bison.
Bien que les 4 boss finaux du jeu original (The World Warrior) soient désormais jouables et sélectionnables par le joueur, ils restent des boss de fin et donc sont toujours les derniers combattants que le joueur affronte, dans l'ordre Balrog - Vega - Sagat - M.Bison. Ce dernier reste donc le boss de fin, que le joueur doit vaincre pour remporter la partie, finir le jeu et visualiser la cinématique de fin de son personnage.
Un autre joueur peut à tout moment obtenir des crédits et lancer la partie à son tour. Si deux joueurs lancent un crédit en même temps, tout combat en mode un joueur (donc joueur contre ordinateur) est interrompu pour laisser place à l'écran de sélection des personnages, ou les deux joueurs peuvent sélectionner un combattant (le même s'ils le désirent), et s'affronter l'un contre l'autre là ou le premier joueur se trouvait au départ. Si c'est au tout début du jeu, alors l'emplacement du combat sera aléatoire, puis le personnage correspondant sera sélectionné par l'ordinateur lorsque le joueur vaincu terminera sa partie.
Le principe reste alors le même qu'en mode un joueur : le premier à mettre l'adversaire K.O. par deux fois remporte le combat. Le vaincu perd un crédit et doit donc en remettre un en jeu pour continuer à jouer. Si le deuxième joueur à avoir rejoint la partie perd le combat face au joueur présent au départ, et ne remet pas de crédit, sa partie est terminée et celle du joueur de départ en mode un joueur reprend, là ou elle fut interrompue (le combat interrompu est cependant perdu, le joueur devant à nouveau battre l'adversaire qu'il était en train de combattre).

## Personnages

### World Warriors
- Ryu
- Ken Masters
- Edmond Honda
- Chun-Li
- Jimmy Blanka
- Zangief
- Guile
- Dhalsim

### Shadaloo
- Balrog
- Vega
- Sagat
- M. Bison

Les membres de Shadaloo sont tous jouables pour la première fois dans ce jeu. Sagat, boss final et unique revenant de Street Fighter I outre Ryu et Ken, n'y était pas jouable.

## Portages
- Mega Drive : 1993, Street Fighter II Dash Plus (Japon), Street Fighter II': Special Champion Edition (reste du monde)
- Super Nintendo : 1993, Street Fighter II Turbo Hyper Fighting ( mode "normal")
- PC-Engine : 1993, Street Fighter II Dash
- Master System : 1997 (portage par Tectoy)
- PlayStation : 1998, Capcom Generation 5, Street Fighter Collection 2
- Saturn : 1998, Capcom Generation 5
- PlayStation 2 :2005, Capcom Classics Collection
- Xbox : 2005, Capcom Classics Collection
- PlayStation Portable : 2006, Capcom Classics Collection Reloaded
- Nintendo Switch, PlayStation 4, Xbox One : 2018, Street Fighter 30th Anniversary Collection
- PC : 2003, Capcom Arcade Hits Volume 1